# Betriebswirtschaftslehre des Tourismus
Die Betriebswirtschaftslehre des Tourismus ist innerhalb der Betriebswirtschaftslehre eine spezielle Betriebslehre, die sich mit den ökonomischen Bedingungen des Tourismus (Tourismuswirtschaft) befasst.

## Allgemeines
In der Wirtschaftswissenschaft wird zwischen Volkswirtschaftslehre und Betriebswirtschaftslehre unterschieden. Die Betriebswirtschaftslehre kann untergliedert werden in eine allgemeine und eine spezielle Betriebswirtschaftslehre (Betriebslehre). Die allgemeine Betriebswirtschaftslehre befasst sich mit Fragestellungen, die in allen Betriebsformen in gleicher Form auftreten. Solche Fragestellungen sind z. B. Controlling, Marketing, Organisation, Produktion, Finanzen, Investition usw. Spezielle Betriebswirtschaftslehren sind z. B. die Verkehrswirtschaftslehre, Bankbetriebs- und Versicherungsbetriebslehre oder eben die Tourismusbetriebswirtschaftslehre. Bei den speziellen Betriebswirtschaftslehren stehen die Eigenheiten und Fragestellungen von besonderen Wirtschaftszweigen im Vordergrund, die nicht allen Betrieben gemeinsam sind. Anders als die „Allgemeine Betriebswirtschaftslehre“ gehen die speziellen Betriebswirtschaftslehren auf einzelne Funktionsbereiche der Betriebe intensiv ein und/oder widmen sich dem institutionellen Rahmen.
Harry Rudolph schreibt in seinem Buch Tourismusbetriebswirtschaftslehre zur Betriebswirtschaftslehre bzw. zu speziellen Betriebswirtschaftslehren allgemein: „Spezielle Betriebswirtschaftslehren oder Wirtschaftszweiglehren untersuchen auf niedriger Abstraktionsstufe die Umsetzung der Erkenntnisse der allgemeinen Betriebswirtschaftslehre in den Einzelwissenschaften der Zweige. Dazu muss der zu untersuchende Wirtschaftszweig eine möglichst eindeutige Abgrenzung erfahren. Eine wissenschaftlich befriedigende Begriffsbestimmung fällt umso schwerer, je unbekümmerter die betriebswirtschaftliche Praxis für ein und denselben Gegenstand vielfältige und immer neue Begriffsbildungen schöpft, deren jeweilige Bevorzugung meist nur noch historisch erklärt werden kann.“

## Definition
Die Betriebswirtschaftslehre des Tourismus befasst sich mit den wirtschaftlichen Vorgängen der Leistungserstellung und der Leistungsverwertung in den touristischen Betrieben unter Berücksichtigung der sie umgebenden Wirtschaftsbereiche.
Die Beschäftigung mit der Betriebswirtschaftslehre des Tourismus umfasst ein weites Feld. Betriebswirtschaftliche Managementfelder wie Marketing, Organisation, Finanzmanagement, Personalmanagement, Planung / Controlling und Führung werden auf die touristischen Betriebe wie z. B. Reiseveranstalter und -mittler, touristische Fluggesellschaften, Hotelgesellschaften, Zielgebietsagenturen oder Betriebe der touristischen Gastronomie übertragen. Auf der anderen Seite, steht die Tourismusbetriebswirtschaftslehre noch auf ungesicherter Grundlage. Zur Diskussion steht, inwieweit es sich bei den allgemeinen wirtschaftswissenschaftlichen Ansätzen des Tourismus um einen eigenständigen Wissenschaftsbereich – eine „Tourismusökonomie“ – oder lediglich um einen speziellen Wissenschaftsansatz innerhalb der allgemeinen Wirtschaftswissenschaft handelt.
Die Hauptaufgabe der Betriebswirtschaftslehre des Tourismus ist es, die mit der Leistungserstellung beschäftigten Tourismusbetriebe zu analysieren und zu beschreiben. Die BWL des Tourismus interessiert sich vor allem für die Abläufe und Prozesse in touristischen Unternehmen. Es geht im Grunde genommen um die verschiedenen Organisationsprinzipien. Wie ist der Tourismusbetrieb organisiert? Wie funktioniert die Aufbau- und Ablauforganisation im Betrieb? Ebenso geht es um die Entscheidungen von Betrieben und von betrieblichen Teilbereichen bzw. -funktionen, die mit der Erstellung der touristischen Leistungen beschäftigt sind.
Zu den tourismusspezifischen Betrieben zählen beispielsweise touristische Carrier, Beherbergungsbetriebe, Reiseveranstalter, Reisevermittler, Tourismusbüros, Fremdenverkehrsämter usw. Die meisten von Tourismusbetrieben erstellten Leistungen sind Dienstleistungen. Insofern hat die Tourismusbetriebswirtschaftslehre sehr viele Gemeinsamkeiten mit der BWL von anderen Dienstleistungsunternehmen. Das Besondere der Tourismusleistung ist jedoch, dass diese Leistung ihrem Wesen nach eine Dienstleistung ist, die von unterschiedlichen touristischen Leistungsträgern erbracht wird (Beispiel Pauschalreise: Reisebüro (Verkauf), Flug (Transfer), Bus zum Hotel (Transfer), Hotel (Beherbergung), Ausflug (Reiseleitung)).
„So befasst sich die Betriebswirtschaftslehre des Tourismus mit den ökonomischen Verhaltensweisen und Gestaltungen der am Tourismus beteiligten Betriebe“.
Die besondere Betriebswirtschaftslehre des Tourismus kann wiederum in spezielle Betriebswirtschaftslehren unterteilt werden. Für den Tourismus relevante Betriebswirtschaftslehren sind die BWL der Reiseveranstalter und die BWL der Reisevermittler/Reisebüros – diese beiden speziellen Betriebswirtschaftslehren könnten überbegrifflich als Touristik-BWL bezeichnet werden. Ebenfalls relevant sind die BWL der touristischen Luftfahrt, BWL der Zielgebietsagenturen, BWL der Hotelunternehmen sowie ggf. die BWL der (touristischen) Gastronomie. Die Gemeinsamkeit all dieser speziellen Betriebswirtschaftslehren des Tourismus liegt darin, das sie sich mit betriebswirtschaftlich relevanten Aktivitäten und Aspekten der Reiseleistungen/Reisedienstleistungen beschäftigen.
Walter Freyer schreibt, dass die betriebswirtschaftliche Sichtweise des Tourismus alle betriebswirtschaftlichen Vorgängen, welche während der einzelnen Phasen des Reisens auftauchen behandelt. Als relevanten Reisephasen nennt er die Reisevorbereitung (am Heimatort), die Reisedurchführung und den Aufenthalt am „fremden“ Ort (im Zielgebiet). Ebenfalls interessant für die Tourismus-BWL sind die jeweils mit der Leistungserstellung der verschiedenen Tourismusbetriebe zusammenhängenden Managementprozesse (Einkauf, Produktion, Vertrieb usw.) sowie die Besonderheiten der einzelnen touristischen Betriebsarten (wie Reiseveranstalter-, Reisevermittler-, Hotel-, Kur- und Bäderbetriebe usw.).

## Arten
Die Betriebswirtschaftslehre des Tourismus kann grundsätzlich in eine funktionale und institutionelle Tourismusbetriebswirtschaftslehre aufgeteilt werden.

### Funktionale Betriebswirtschaftslehre des Tourismus
Zur funktionalen BWL des Tourismus zählen Funktionen wie Einkauf, Buchhaltung, Marketing, Produktion, Personal... Auch die organisationelle Zuordnung der Funktionsbereiche sowie die normative, strategische und operative Ausgestaltung stehen hier im Mittelpunkt. Für den Tourismus ergeben sich damit die funktionalen Teilbereiche „Tourismus-Management“, „Personalwesen im Tourismus“, „Touristisches Marketing“ usw., die unabhängig von den einzelnen Arten von Tourismusbetrieben analysiert werden. In Form der funktionalen BWL des Tourismus werden die tourismusspezifischen Besonderheiten der unterschiedlichen betrieblichen Funktionen analysiert, wie z. B.:
- touristische Unternehmenspolitik oder Tourismus-Management
- Produktion im Tourismus oder touristische Leistungserstellung.

### Institutionelle Betriebswirtschaftslehre
Die institutionelle BWL des Tourismus konzentriert sich auf die institutionellen Besonderheiten der Tourismusbetriebe. Sie untersucht die Besonderheiten der unterschiedlichen Arten von Tourismusbetrieben. Beispiele: Hotel-BWL, BWL für Reiseveranstalter, BWL für Destinationen. Der Unterschied zur funktionellen BWL des Tourismus ist, dass die institutionelle BWL des Tourismus anstelle der Analyse der betriebsinternen Aufgaben (Funktionen) von Tourismusbetrieben im Rahmen der touristischen Managementlehre die institutionellen Besonderheiten (und Gemeinsamkeiten) einzelner Arten von Tourismusbetrieben genauer darlegt. So werden z. B. Reiseveranstalter oder Hotelbetriebe getrennt behandelt, es entsteht also eine eigenständige „Reiseveranstalter-BWL“ neben einer „Hotel-BWL“. In der Praxis wird jedoch meist die institutionelle Betrachtung mit einer funktionalen Analyse verbunden, so dass dies zu einer weiteren Ausdifferenzierung der Tourismusbetriebswirtschaftslehre führt: „Management für Beherbergungsunternehmen“ oder „Marketing für Reiseveranstalter“. Am ehesten weist die BWL des Tourismus Parallelen zur BWL der Dienstleistungsbetriebe auf, denn bei den meisten Leistungen im Tourismus handelt es sich um persönliche Dienstleistungen. So muss die BWL des Tourismus Antworten auf die spezifischen Probleme, die sich bei der Dienstleistungsproduktion/-erstellung ergeben, finden (z. B. Problem der Anwesenheit des externen Faktors, Immaterialität, Produktion der DL und Konsum fallen zeitlich zusammen...).

## Entwicklung der Betriebswirtschaftslehre im Tourismus
Die ersten Publikationen zu touristischen Betrieben richteten ihren Fokus hauptsächlich auf das Gastgewerbe. So entstand bereits 1825 das Buch von J. Abel: Die Gasthöfe und Gastwirthe, wie sie sein sollen; nebst einer Darstellung der Rechte und Pflichten der Gastwirthe und ihrer Gäste, zur Buchführung im Gastgewerbe entstand 1902 von H. Gierke das Buch: Hotelbuchführung und 1906 von AlF. Heiß die Publikation: Die Buchhaltung des Gastgewerbes.
Auch Versuche von Gesamtdarstellungen, Darstellungen von Zusammenhängen zum Gastgewerbe, gab es bereits Anfang des 19. Jahrhunderts. Zu nennen wären z. B. P. Damm-Etienne: Hotelindustrie und Fremdenverkehr und: Das Hotelwesen. Zwar handelt es sich bei diesen Veröffentlichungen nicht um eine allumfassende Betriebswirtschaftslehre des Gastgewerbes, jedoch lässt sich ein erheblicher betriebswirtschaftlicher Vorsprung in der Literatur im Vergleich zu den Publikationen, die zu anderen Fremdenverkehrsbetrieben verfasst wurden, feststellen. Von 1910 bis 1932 wurde die Entwicklung der Betriebswirtschaftslehre des Gastgewerbes kontinuierlich vorangetrieben. Beispiel für verfasste Bücher:
- E. Müller: Internationale Hotelbuchführung. 1907
- R. Glücksmann: Privatwirtschaftslehre des Hotelgewerbes. 1917
- R. Schwarz: Wissenschaftliche Betriebsführung im Hotelwesen. 1926

Auf akademischem Niveau wurde die BWL des Gastgewerbes ab 1929 durch Robert Glücksmann in Berlin am ehemaligen Forschungsinstitut für den Fremdenverkehr gelehrt. Verwendet wurden wahrscheinlich Glückmanns Buch bzw. die 2. Auflage, die unter dem Namen Betriebslehre der Gaststätte erschien. Jedoch hielt Glücksmann bereits 1928, auf dem ersten Fremdenverkehrs-Fortbildungskursus, einen Vortrag zum Thema „Die Betriebswirtschaft des Hotels“ dieser und noch andere Vorträge des Kurses, wurden 1929 in einem Sammelband der IHK-Berlin veröffentlicht. Einen sehr interessanten Versuch einer angewandten, praktischen Betriebswirtschaftslehre des Hotelgewerbes stellt das Buch von Traugott Münch: Das Hotelunternehmen im Lichte betriebswirtschaftlicher Lehre und Praxis(1930) dar. Er versucht durch die Ausbildung eines Systems von Verfahrensregeln eine Betriebswirtschaftslehre des Hotels zu entwickeln. Die 2. Auflage des Buches „Rationelle Hotelbetriebsführung“ 1954, wird zwar im Vorwort des Autors, als umfassendes Werk der Betriebswirtschaftslehre des Gastgewerbes bezeichnet, jedoch kann das Buch diesen Anspruch nicht erfüllen. Mit Sicherheit, wurde das Gebiet der Buchhaltung im Gastgewerbe, wesentlich vorangetrieben, aber keine in sich geschlossene umfassende BWL des Gastgewerbes geschaffen. Fünfzehn Jahre, dauerte es ab diesem Zeitpunkt, bis sich die Hotel-BWL qualitativ weiterentwickeln konnte. So war es 1969 G. Walterspiel, der eine umfassende Systematik der Betriebswirtschaftslehre des Hotels verfasste (Einführung in die Betriebswirtschaftslehre des Hotels). So war es ebenfalls Walterspiel, der bereits 1956 drei Artikel mit dem Namen Die Betriebswirtschaftslehre des Fremdenverkehrs (erschienen im Jahrbuch für Fremdenverkehr Jg. 1-Jg. 3 1956) verfasste. Inhaltlich fand in diesen Artikeln eine intensive wissenschaftstheoretische Auseinandersetzung mit der BWL des Tourismus statt. Im Jahre 1973 erschien von Franz Ruchti das Buch „Einführung in die Betriebswirtschaftslehre für das Gastgewerbe“.
Nach Freyer ist die Entstehung einer BWL des Tourismus, besonders durch die Beiträge von Hunziker und Bernecker geprägt. Hunziker schrieb damals zusammen mit K. Krapf eines der ersten betriebswirtschaftlichen Bücher zum Fremdenverkehr (Grundriß der allgemeinen Fremdenverkehrslehre 1942), und 1959 wurde sein Buch Betriebswirtschaftslehre des Fremdenverkehrs veröffentlicht. Auch der Österreichische Tourismusforscher Bernecker trug mit seinem Buch Die Stellung des Fremdenverkehrs im Leistungssystem der Wirtschaft im Jahre 1956 und mit dem Buch Grundlagenlehre des Fremdenverkehrs (1962) zu einer Etablierung einer Betriebswirtschaftslehre des Fremdenverkehrs/Tourismus bei. Es fällt auf, dass Bücher über eine allgemeine BWL des Tourismus bzw. Tourismusbetriebswirtschaftslehre sehr rar sind, eher werden spezielle betriebswirtschaftliche Themen wie Tourismusmanagement oder -marketing, Personalwesen, Organisation usw. behandelt.

## Der Beitrag von Hunziker
In seiner Publikation „System und Hauptprobleme einer wissenschaftlichen Fremdenverkehrslehre“ versuchte Walter Hunziker 1943 als erster, die Betriebswirtschaftslehre des Fremdenverkehrs in das Lehrgebäude der allgemeinen Fremdenverkehrslehre zu integrieren. Der Fremdenverkehrsbetrieb (als Gattungsbegriff) ist das Erkenntnisobjekt in Hunzikers Betriebswirtschaftslehre des Fremdenverkehrs. Der Fremdenverkehrsbetrieb vereinigt also seinerseits in sich die Elemente der Fremdenverkehrswirtschaft, d. h. der Bereitstellung von Gütern zur Befriedigung von Bedürfnissen des Fremdenverkehrs, mit den Betriebselementen der Veranstaltungen, die erforderlich sind, um das, was die Fremdenverkehrswirtschaft bezweckt, in die Tat umzusetzen. Die Fremdenverkehrsbetriebe lassen sich nach Hunziker nicht in die damaligen in der betriebswirtschaftlichen Literatur verwendeten Leistungskategorien einordnen. Zur Kennzeichnung der Arten der Fremdenverkehrsbetriebe, waren die damaligen in der betriebswirtschaftlichen Literatur verwendeten Leistungskategorien waren Hunziker zufolge ungeeignet. In Anlehnung an die Abwicklung des Fremdenverkehrs in seinen Sektoren Reise und Aufenthalt, bildet Hunziker zwei Hauptgruppen von Betrieben – Betriebe der Aufenthaltsgestaltung und Betriebe der Reisegestaltung. Eine weitere Untergliederung nimmt Hunziker nach dem Erwerbsprinzip der Betriebe vor, Ertragswirtschaftsbetriebe, Gemeinwirtschaftsbetriebe und Genossenschaften werden nach diesem Prinzip unterschieden. Nach diesen Gesichtspunkten nennt Hunziker verschiedene Arten von Fremdenverkehrsbetrieben wie z. B. Beherbergungsstätten, Erziehungsinstitute, besondere Handelsbetriebe, Betriebe der Reisevermittlung, besondere Dienstleistungsbetriebe usw. Bei diesen verschiedenen Arten der Fremdenverkehrsbetriebe, handelt es sich sowohl um sog. eigentliche Fremdenverkehrsbetriebe und sog. mittelbare Fremdenverkehrsbetriebe. Bei den eigentlichen Fremdenverkehrsbetrieben, handelt es sich um solche, die dem Fremdenverkehr dienen und ohne ihn nicht denkbar wären. Die mittelbaren Fremdenverkehrsbetriebe, sind solche Betriebe, die entweder nur indirekt mit dem Fremdenverkehr verbunden sind oder nur deshalb von ihm betroffen sind, weil sie sich in dem Fremdenverkehrsgebiet befinden (vergl. Hunziker 1943). Als Aufgabe der Betriebswirtschaftslehre des Fremdenverkehrs, nennt Hunziker: „Die Absichten und Ziele der Fremdenverkehrsbetriebe zu erkennen, ihr Sein und ihren Ablauf zu ergründen, ihre Erfolge und Misserfolge feststellen und ihren Zusammenhang mit der Fremdenverkehrswirtschaft zu erklären“ (vergl. Hunziker 1943). Auf der anderen Seite, will die Betriebswirtschaftslehre des Fremdenverkehrs die Erscheinungen, Vorgänge und Verfahrensweisen nicht nur wissenschaftliche erklären, beschreiben und verwesentlichen, sondern auch beurteilen und in bestimmte Bahnen lenken (vergl. Hunziker 1943). Die Betriebswirtschaftslehre des Fremdenverkehrs stellt ebenfalls Regeln auf, wie etwas sein soll und gemacht werden soll, so hebt sie sich bewusst, vom Boden der eigentlichen Wissenschaft ab, insofern ist sie gleichzeitig auch eine Kunstlehre.
Hunziker schlägt vor die Betriebswirtschaftslehre des Fremdenverkehrs, in eine allgemeine und eine besondere Betriebswirtschaftslehre des Fremdenverkehrs aufzusplitten. Die allgemeine Betriebswirtschaftslehre des Fremdenverkehrs, hat den Charakter einer allgemeinen Übersicht der betriebswirtschaftlichen Probleme des Fremdenverkehrs (vergl. Hunziker 1943). Die Aufgabe der besonderen Betriebswirtschaftslehre des Fremdenverkehrs, ist es, die Darstellung der allgemeinen Betriebswirtschaftslehre des Fremdenverkehrs zu vertiefen. Als solche besonderen Betriebswirtschaftslehren, nennt Hunziker die Betriebswirtschaftslehre des Hotelbetriebes oder des Reisebüros, die sich ihrerseits wieder unterteilen lassen. Als Aufbauschema der Betriebswirtschaftslehre des Fremdenverkehrs, schlägt Hunziker folgendes Schema vor:
- A. Fremdenverkehr und Betriebswirtschaft
- B. Der Aufenthalt

1. Der Fremdenverkehrsort
2. Der Hotelbetrieb
3. Das Sanatorium
4. Das Erziehungsinstitut

- C. Die Reise

1. Reiseformen – Reiseinstrumente
2. Beförderungspreise
3. Das Reisebüro

- D. Die Werbung'

Hunziker schrieb 1952, dass sich die bisherige Tätigkeit der touristischen Forschungsinstitute, bisher nur auf die Abklärung von Sonderproblemen und auf die Untersuchung von Teilgebieten der Betriebswirtschaftslehre beschränkte. Gesamtdarstellungen der Betriebswirtschaftslehre für alle Fremdenverkehrsbetriebe lagen noch nicht oder zumindest nur in Ansätzen vor, wie z. B. der Artikel von Hunziker „Der Fremdenverkehrsbetrieb“, welcher bereits 1946 erschienen ist. Als Problematik der Betriebswirtschaftslehre des Fremdenverkehrs an sich, sah Hunziker das Erkenntnisobjekt der Betriebswirtschaftslehre, nämlich den Fremdenverkehrsbetrieb an sich zu erfassen und die Fragen zu erörtern, welche die Betriebswirtschaftslehre an einen solchen Fremdenverkehrsbetrieb zu stellen hat. Für Hunziker war es wichtig eine sog. Standortbestimmung der Betriebswirtschaftslehre des Fremdenverkehrs zu erfassen, da zur damaligen Zeit schon allein der Begriff des Fremdenverkehrs zu einer umstrittenen Größe gehörte. Selbst der Begriff „Betrieb“ war zur damaligen Zeit nicht einheitlich definiert und selbst die allgemeine Betriebswirtschaftslehre, musste um ihren Status als eigenständige Wissenschaft kämpfen. Hunziker ordnete die Fremdenverkehrsbetriebe in die Gruppe der Dienstleistungsbetriebe ein, damit war ein erster wichtiger Gesichtspunkt für die Kennzeichnung des Wesens der Fremdenverkehrsbetriebe gefunden wurden. Als zweites differenzierte Hunziker die Fremdenverkehrsbetriebe in Betriebe der Reisegestaltung (z. B. Reisebüro) und in Betriebe der Aufenthaltsgestaltung (z. B. Beherbergungsbetriebe). Ebenfalls klammerte Hunziker Betriebe aus, die sich zwar auch in der Gestaltung der Reise und des Aufenthalts betätigten jedoch auch andere Funktionen erfüllen. Zu nennen wäre hier z. B. die Gaststätte, zwar werden hier Menschen bewirtet, aber diese können sowohl Einheimische sowie auch Touristen sein. Die Gaststätte ist also kein Fremdenverkehrsbetrieb nach Hunziker, sie würde diesen Status erst erfüllen, wenn dort ausschließlich Touristen bewirtet werden. Auf der von ihm entwickelten Systematik, bestimmte Hunziker verschiedene Arten von Fremdenverkehrsbetrieben. Die Fremdenverkehrsbetriebe wurden in drei Klassen eingeordnet, Beherbergungsbetriebe (sowie Kur- und Heilanstalten und Erziehungsinstitute), Reisegestaltungsbetriebe und touristische Werbebetriebe. Für die Lehre galt es nun, diejenigen Fremdenverkehrsbetriebe zu untersuchen, die für eine Betriebswirtschaftslehre des Fremdenverkehrs in Frage kommen. Es sollten diejenigen Fremdenverkehrsbetriebe ausgeklammert werden, mit denen sich schon andere Zweige der Betriebswirtschaftslehre befassten. So wurden z. B. die Verkehrsbetriebe in Hunzikers Systematik ausgeklammert, dass sich schon die Betriebswirtschaftslehre des Verkehrs mit ihnen beschäftigte. Zu einer weiteren Aufgaben der Betriebswirtschaftslehre des Fremdenverkehrs zählte Hunziker die Klarlegung der wirtschaftlichen Tatbestände und Zusammenhänge in den sog. Wirtschaftseinheiten der Fremdenverkehrsbetriebe = Betriebsleistung, Betriebsfunktion und Betriebsorganisation, Kapital- und Vermögensgestaltung. Die Wirtschaftlichkeit und Rentabilität der Fremdenverkehrsbetriebe zählte zu den wichtigsten Aufgaben der Betriebswirtschaftslehre des Fremdenverkehrs. Fragen von psychologischen und arbeitspsychologischen Charakter wurden ausgeklammert und als Aufgabe der sog. Betriebswissenschaften definiert. Die Betriebswirtschaftslehre des Fremdenverkehrs ist für Hunziker eine Wissenschaft und darf nicht mit der Betriebskunde des Fremdenverkehrs verwechselt werden, denn diese beschränkt sich lediglich auf die Vermittlung von handwerklich-gewerblichen Fachkenntnissen. Die Unterscheidung der Betriebswirtschaftslehre des Fremdenverkehrs in eine „allgemeine-“ und eine „besondere“ Betriebswirtschaftslehre des Fremdenverkehrs, im Sinne einer qualitativen Differenzierung des Stoffes, hält Hunziker für nicht durchführbar, wobei es trotzdem denkbar wäre, einen solchen Termini zu verwenden. Gerade im Hochschulunterricht, wäre eine solche Trennung von Vorteil. So könnten in der allgemeinen Betriebswirtschaftslehre des Fremdenverkehrs, auch generelle Tatbestände, die sich nicht explizit nur auf den Fremdenverkehrsbetrieb beziehen behandelt werden. So könnten z. B. allgemeine Erkenntnisse aus der Betriebsorganisation oder dem Rechnungswesen für die Fremdenverkehrsbetriebe nutzbar sein bzw. nutzbar gemacht werden.
In den Rahmen der allgemeinen Fremdenverkehrslehre ordnete Hunziker die Betriebswirtschaftslehre des Fremdenverkehrs wie folgt ein:
- Fremdenverkehrslehre
  - Allgemeine Fremdenverkehrlehre
  - Besondere Fremdenverkehrslehre
  - Lehre von der Fremdenverkehrswirtschaft
  - Betriebswirtschaftslehre des Fremdenverkehrs
  - Allgemeine Betriebswirtschaftslehre des Fremdenverkehrs
  - Besondere Betriebswirtschaftslehre des Fremdenverkehrs

### Gegenwartsaufgaben der Fremdenverkehrswissenschaft (1954)
Die Beantwortung von Fragen betriebswirtschaftlicher Natur, sah Hunziker als eine der Gegenwartsaufgaben der allgemeinen Fremdenverkehrswissenschaft, speziell der Betriebswirtschaftslehre des Fremdenverkehrs. Denn nach Hunziker, interessieren diese Fragestellungen die Praxis am meisten. Daraus wird es verständlich, wenn einerseits die Erforschung von Problemen des Fremdenverkehrs mehr genereller Natur, hinter betriebswirtschaftlichen Untersuchungen zurücktreten musste, während diese wiederum bei der Größe des zu beschreitenden Feldes doch nur Stückwerk bleiben (Hunziker 1954). Besonders das Rechnungswesen für Fremdenverkehrsbetriebe wurde wissenschaftlich behandelt und es wurden durchaus brauchbare Ergebnisse für die Praxis geliefert. Die betriebswirtschaftliche Forschung zu dieser Zeit, war besonders an Fragestellungen der Praxis orientiert, Themen wie Kostengestaltung und Kostenabhängigkeit, die Betriebsorganisation usw. standen im Vordergrund.
Vergleich man nun die Zeit von 1943 bis 1954, so stellt man fest, dass Hunziker einige Ergänzungen an seinem ursprünglichen Konzept der Betriebswirtschaftslehre des Fremdenverkehrs vorgenommen hat. So hält er z. B. die ursprüngliche Einteilung in allgemeine und besondere Fremdenverkehrslehre, für nicht mehr zweckmäßig. Ebenfalls spricht er nun davon, das die Betriebswirtschaftslehre des Fremdenverkehrs eine reine Wissenschaft darstellt, davon das sie sowohl Elemente der Wissenschaft mit solchen der Kunstlehre (wie z. B. der Technik) vereint, ist nun keine Rede mehr. Die neue Aufgabe der Betriebswirtschaftslehre des Fremdenverkehrs, war es konkrete Fragestellungen des Praxis zu beantworten bzw. Konzepte zur Problemlösung zu liefern.

## Der Beitrag von Georg Walterspiel
Im ersten Teil seiner Arbeit versuchte Walterspiel den Fremdenverkehrsbegriff mit dem Fremdenverkehrsbetrieb organisatorisch zu verbinden, denn dies erschien ihm notwendig um überhaupt eine Voraussetzung für die Betriebswirtschaftslehre des Fremdenverkehrs zu schaffen. Die wissenschaftliche Erforschung des Fremdenverkehrs und besonders die des Betrieblebens im Fremdenverkehr steht nach Walterspiel (1956) erst am Anfang ihrer Entwicklung. Die Ideen von Walterspiel stützten sich auf die oben von Hunziker erwähnten Gedanken. Als Grundlage wurde die Definition von Hunziker: Als Fremdenverkehrsbetriebe sind jene Wirtschaftseinheiten, Sonder- und Einzelwirtschaften zu verstehen, die durch eine dauernde Verbindung geeigneter Produktionsmittel die Bereitstellung von Fremdenverkehrsgütern und -dienstleistungen auf wirtschaftliche Art bezwecken verwendet. Nach Walterspiel sagt Hunzikers Definition noch nicht viel über den besonderen Charakter der Fremdenverkehrsbetriebe aus, daher versucht Walterspiel eine nähere Bestimmung der Fremdenverkehrsbetriebe nach den Komponenten der Fremdenverkehrsabwicklung: Aufenthalt und Reise durchzuführen. Die Einteilung von Hunziker der Fremdenverkehrsbetriebe in nur fünf Betriebsgruppen (siehe oben) erscheint Walterspiel als zu eng. Die Fremdenverkehrsbetriebe besitzen unterschiedliche Merkmale hinsichtlich ihrer Produktionsart und ihrer Merkmale, die einzige Gemeinsamkeit ist nach Walterspiel, das die Leistungen an „Fremde“ (Abnehmer) abgesetzt werden. Vom Standpunkt des Betriebes betrachtet, äußert sich Fremdenverkehr in dem Absatz von Gütern und Leistungen an ortsanwesende Fremde. Nun differenziert Walterspiel, die Entgegennahme von wirtschaftlichen Gütern durch ortsansässige (Einheimische) zählt nicht zum Fremdenverkehr, das Gleiche trifft für nicht ortsanwesende Personen (Versand) zu, die Entgegennahme von wirtschaftlichen Gütern durch nicht ortsansässige (Fremde) zählt zum Fremdenverkehr. Daraus folgt, dass Fremdenverkehrsbetriebe nur solche Betriebe sind, die an ortsanwesende Fremde ihre Produkte und Leistungen absetzten. Ein weiteres Kriterium von Walterspiel ist, das die Produkte und Leistungen des Fremdenverkehrsbetriebs für den persönlichen Ge- und Verbrauch des Fremden geeignet sind. Der Fremde stellt somit eine Personengruppe da, die allgemein als „Letztverbraucher“ bezeichnet wird. Nicht zu den Fremdenverkehrsbetrieben, zählen nach Walterspiel solche Betriebe die ihre Güter nicht unmittelbar an den Letztverbraucher also an den Fremden absetzen könne. Ein Fremdenverkehrsbetrieb kann nach Walterspiel als nur ein Betrieb sein, der konsumreife Güter und Leistungen und zweitens an den Letztverbraucher absetzt.
Unter dem Gesichtspunkt des Absatzes an die drei genannten Kundengruppen, bildet Walterspiel drei große Betriebsgruppen der Fremdenverkehrsbetriebe:
- Betriebe, bei denen der Absatz an Kundenkreis zwei – also die ortsanwesenden Fremden – gar nicht möglich ist,
- Betriebe, die an alle drei Kundenkreise, also auch an Fremden absetzen können,
- Betriebe, die nur an Einheimische und Fremde absetzen, also ihre Leistungen nicht versenden können.

Die Einteilung von Hunziker der Kur- und Heilanstalten als Fremdenverkehrsbetriebe, hält Walterspiel für zu weit gegriffen, denn so zählen nach Hunziker auch Krüppel und Geisteskranke zum Fremdenverkehr. Ob nun diese Einrichtungen zu den Fremdenverkehrsbetrieben zählen, mach Walterspiel abhängig ob der Betrieb vornehmlich die Struktur eines Hotels aufweist. Die Erziehungsinstitute schließt Walterspiel aus dem Kreis der Fremdenverkehrsbetriebe aus, denn bei den Insassen solcher Anstalten handelt es sich primär nicht um „Fremde“. Nach Walterpiel resultiert die Einordnung Hunzikers der Betriebe der Reisevermittlung und der touristischen Werbebetriebe daraus, das diese Betriebe in der Fremdenverkehrspraxis außerordentliche Bedeutung haben, obwohl nach Augenschein die eigentliche Einteilung als Fremdenverkehrsbetriebe nicht ohne weiteres feststeht. Betriebswirtschaftliche gesehen handelt es sich beim Reisebüro (der Prototyp der Vermittlungsbetriebe) um eine Art Vertretungsfunktion, da das Reisebüro nicht vom Fremden, sondern im Rahmen von Provisionen vom Betrieb (z. B. Hotel) bezahlt wird. Hätte das Reisebüro nur diese Funktion, so zählte es nach Walterspiel nicht zu den Fremdenverkehrsbetrieben. Da das Reisebüro aber selber als Veranstalter und Unternehmer auftritt, ist die Einteilung als Fremdenverkehrsbetrieb nach Walterpiel durchaus gerechtfertigt. Ebenfalls das touristische Werbe-Büro wäre eigentlich kein Fremdenverkehrsbetrieb, wenn es nicht, wie zur damaligen Zeit üblich, Aufgaben eines Reisebüros übernehmen würde.
Nach dieser Betrachtung, der fünf Betriebsgruppen der Fremdenverkehrsbetriebe, ist Walterspiel in der Lage, die Konsequenzen für eine spezielle Betriebswirtschaftslehre des Fremdenverkehrs zu verfolgen. So nimmt die spezielle Betriebswirtschaftslehre im Gegensatz zu anderen speziellen Betriebswirtschaftslehren, eine Sonderstellung ein. Denn die bisherigen speziellen Betriebswirtschaftslehren hatten ihre Untersuchungsobjekte nach Gesichtspunkten ausgewählt und zusammengefasst, die einheitlich für die Betriebswirtschaften Geltung hatten. Nach Walterspiel sind normalerweise alle speziellen Betriebswirtschaften nach dem Ausschließlichkeitsprinzip nebengeordnet, daher kann ein Handwerksbetrieb nicht von der BWL der Banken behandelt werden und ein Bankbetrieb ebenso wenig von der BWL des Handwerks. Die Betriebswirtschaftslehre des Fremdenverkehrs muss aber ihre Untersuchungsobjekte nach prinzipiell anderen Gesichtspunkten erfassen, wobei hier nicht das gleiche Ausschließlichkeitsprinzip wie bei den anderen Betriebswirtschaftslehren zu Grunde gelegt werden kann. Denn nach Walterspiel greift die Betriebswirtschaftslehre des Fremdenverkehrs, diejenigen Betriebe, die auf Grund von bestimmten Merkmalen als Fremdenverkehrsbetriebe gekennzeichnet sind heraus. Jedoch sind meist all diese Betriebe, Angehörige einer anderen Betriebsgruppe und werden daher auch von anderen Betriebswirtschaftslehren erfasst. Diese spezielle Betriebswirtschaftslehre des Fremdenverkehrs, ist also den bereits bestehenden Betriebswirtschaftslehren nicht nachgeordnet, sie hat einen vertikalen Charakter und „kreuzt“ gewissermaßen die anderen speziellen Betriebswirtschaftslehren. So wird z. B. graphisch gesprochen, die Schnittfläche der Betriebswirtschaftslehre des Fremdenverkehrs mit der BWL des Hotels größer sein als z. B. mit der BWL des Handwerks. Dieser Umstand berechtigt aber noch nicht die BWL des Hotels als Unterfall der Betriebswirtschaftslehre des Fremdenverkehrs zu sehen. Das Ergebnis ist also, dass die spezielle Betriebswirtschaftslehre der Fremdenverkehrsbetriebe in der Lage ist, innerhalb einer Betriebsgruppe die Fremdenverkehrsbetriebe zu erfassen und wissenschaftlich zu untersuchen, also im Besonderen solche Betriebe, die an ortsanwesende Fremde absetzen. Durch ihren vertikalen Charakter, ist die Betriebswirtschaftslehre des Fremdenverkehrs nicht nur auf eine Betriebsgruppe beschränkt, sondern vermag alle Fremdenverkehrsbetriebe, aller in Frage kommenden Betriebskategorien zu erfassen. Die von Walterspiel entwickelte spezielle Betriebswirtschaftslehre der Fremdenverkehrsbetriebe, hat die Möglichkeit des Betriebsvergleichs zwischen Betrieben verschiedener Branchen. Die Feststellung von Gemeinsamkeiten und Unterschieden der einzelnen Fremdenverkehrsbetriebe, müsste nach Walterspiel zu interessanten Ergebnissen führen.

## „Betriebswirtschaftslehre des Tourismus“ oder „Tourismusbetriebswirtschaftslehre“
Nach Walter Freyer (Beitrag der Wirtschaftswissenschaften zur Tourismuswissenschaft) spricht man heute eher von einer „Betriebswirtschaftslehre des Tourismus“ als von einer „Tourismusbetriebswirtschaftslehre“. Würden wir von einer Tourismusbetriebswirtschaftslehre sprechen, so müssten in dieser eigenständige Methoden und Modelle entwickelt werden, die im Bereich der Tourismusanalyse über die üblichen wirtschaftswissenschaftlichen Betrachtungsweisen hinausgingen. Dies ist jedoch nach Freyer momentan noch nicht der Fall, vielmehr wird versucht, die traditionellen betriebswirtschaftlichen Ansätze auf den Tourismus zu übertragen, wobei natürlich den Besonderheiten des Tourismus Rechnung getragen wird. Wäre also die Tourismusbetriebswirtschaftslehre eine eigenständige Disziplin, so könnte man von einer Tourismus-Betriebswirtschaftslehre sprechen. Da jedoch in der Tourismusbetriebswirtschaftslehre, die Eigenständigkeit der Mutterdisziplin (Betriebswirtschaftslehre) überwiegt, muss eigentlich von einer Betriebswirtschaftslehre des Tourismus gesprochen werden. Leider hat sich die Wissenschaft auch nicht weiter mit dieser Fragestellung beschäftigt, die letzte intensive wissenschaftstheoretische Auseinandersetzung zu diesem Thema stammt aus den 50er Jahren (vergl. oberen Abschnitt). So ist auch heute noch strittig, ob es sich bei der BWL des Tourismus um einen eigenständigen Wissenschaftsbereich (um eine Tourismusbetriebswirtschaftslehre) oder ob es lediglich um einen Unterbereich der allgemeinen Betriebswirtschaftslehre handelt. Jedoch besteht auch heute noch keine Einigkeit darüber ob die wirtschaftlichen Tourismusfragen eine eigene wissenschaftliche Disziplin darstellen, oder ob und wie, sie in das bestehende System der betriebs- und volkswirtschaftlichen Fragestellungen einzuordnen sind (vergl. H. Klopp). Eine Betriebswirtschaftslehre des Fremdenverkehrs/Tourismus präsentiert sich gleichsam als kleines Universum einer allgemeinen Betriebswirtschaftslehre in den Betriebstypen des Hotels und/oder Restaurants, Reiseveranstalters und/oder Reisemittlers, von Sportanlagen und touristischen Spezialverkehrsbetrieben (Ender/Fuhri/Mazanec/Steiner).

## Betriebswirtschaftliche Lehre und Forschung an den Universitäten
Die Betriebswirtschaftslehre des Tourismus, ist eine der gefragtesten Disziplinen innerhalb der sich etablierenden Tourismuswissenschaft. Die institutionelle Tourismuswissenschaft ist Toúrismuswirtschafts-, genauer: Tourismusmanagement- bzw. Tourismusmarketingwissenschaft geblieben (Wöhler 2000). Da Forschung traditionell an den Universitäten verankert ist, sollen hier kurz die Universitäten genannt, die sich im deutschsprachigen Raum, mit betriebswirtschaftlichen Fragestellungen des Tourismus in Forschung und Lehre beschäftigen. Tourismus kann an den Universitäten nicht als eigener grundständiger Studiengang studiert werden. Tourismus wird meist als Studienschwerpunkt, Wahlfach oder Wahlpflichtfach im Rahmen der betriebswirtschaftlichen Studiengänge angeboten. An der Universität Trier, kann unter anderem im Rahmen des Studiengangs Betriebswirtschaftslehre, das Fach „Strategisches Management“ bzw. „strategisches Tourismusmanagement“ studiert werden. In Dresden, kann an der TU Dresden im Rahmen des betriebswirtschaftlichen Studiums das Fach „Tourismuswirtschaft“ als spezielle Betriebswirtschaftslehre studiert werden. Besonders zu erwähnen, sind die Bemühungen der Universität Lüneburg. Bisher konnte Tourismusmanagement nur als Wahlpflichtfach im Hauptstudium studiert werden, aber seit dem WS 05/06 ist auch ein Masterstudium „Tourismusmanagement“ möglich. Dieses Masterstudium ist neben dem Masterstudium (Tourismusmanagement und regionale Fremdenverkehrsplanung) an der Universität Berlin, das einzige universitäre betriebswirtschaftliches Tourismus-Aufbaustudium in Deutschland, welches zu einem international anerkannten Master-Abschluss führt. An der LMU-München können Betriebswirte Tourismuswirtschaft als Pflichtfach belegen und an der Universität Rostock, kann Tourismuswirtschaft als SBWL studiert werden. Auch in Österreich kann Tourismus als spezielle Betriebswirtschaftslehre an den Universitäten studiert werden. Ein solches Studium ist an der WU-Wien und der Universität Innsbruck möglich. Das Studium an den österreichischen Universitäten, ist stärker ökonomisch ausgeprägt als in Deutschland.
Während sich an deutschen Universitäten im Rahmen der SBWL-Tourismus oftmals mit sehr allgemeinen Fragestellungen des Tourismus wie z. B. die Rolle des Tourismus in Wirtschaft und Gesellschaft, touristische Leistung und Leistungsträger, Grundlagen der Tourismuswirtschaft, Marktstrategien im Tourismus, strategisches Tourismusmanagement, Regionalökonomische Aspekte des Tourismus, Freizeit und Tourismus und Kommunikationspolitik ist das Tourismusstudium an österreichischen Universitäten stärker ökonomisch und forschungsorientiert geprägt. So müssen z. B. an der WU-Wien im Rahmen der SBWL-Tourismus folgende Lehrveranstaltungen besucht werden:
- Management und Informationsbedarf
- Theoriegeleitete Erhebungsmethoden
- Ökonometrische Erklärungs- und Prognosemodelle
- Analysemethoden für Primärstudien
- Multivariate Verfahren
- Entscheidungsunterstützungssysteme
- Touristische Marketingplanung:Das Tourismuspol. u. Entwicklungskonzepte ..

das Gleiche gilt in etwa auch für die Universität Innsbruck, hier müssen z. B. Lehrveranstaltungen wie: Spezialisierungskurs: Human Resources, Mikro-ökonomische Ansätze des Human Resource Managements, The Tourism Marketing and Consumer Behaviour und der Grundlagenkurs Service Management besucht werden.
Hauptsächlich wird die Betriebswirtschaftslehre des Tourismus stark praxis- und anwendungsbezogen an den Fachhochschulen vermittelt. So kritisiert K. Socher zurecht: Als Kuriosum sei bemerkt, dass die „Betriebswirtschaftslehre des Fremdenverkehrs / Tourismus“ schon seit längerem an den Handelsakademien gelehrt wurde, ohne dass es für die dort Lehrenden eine entsprechende Ausbildung an der Universität gegeben hätte, wie dies bei anderen Fächern der Fall ist (Socher in ITV 1991). Dieser Umstand trifft auch in Deutschland auf die Fachhochschulen zu. Viele der Lehrenden haben eine allgemeine betriebswirtschaftliche Ausbildung genossen. Viele dieser Lehrenden haben durch ihre Praxistätigkeit im Tourismus, die Fähigkeit erlangt die „Betriebswirtschaftslehre des Tourismus“ zu lehren. Vergleicht man aber den Lebenslauf mancher Professoren, so stellt man erschreckt fest, dass viele von ihnen nie ein touristisches Unternehmen von innen gesehen haben.